# Kaiserhammer

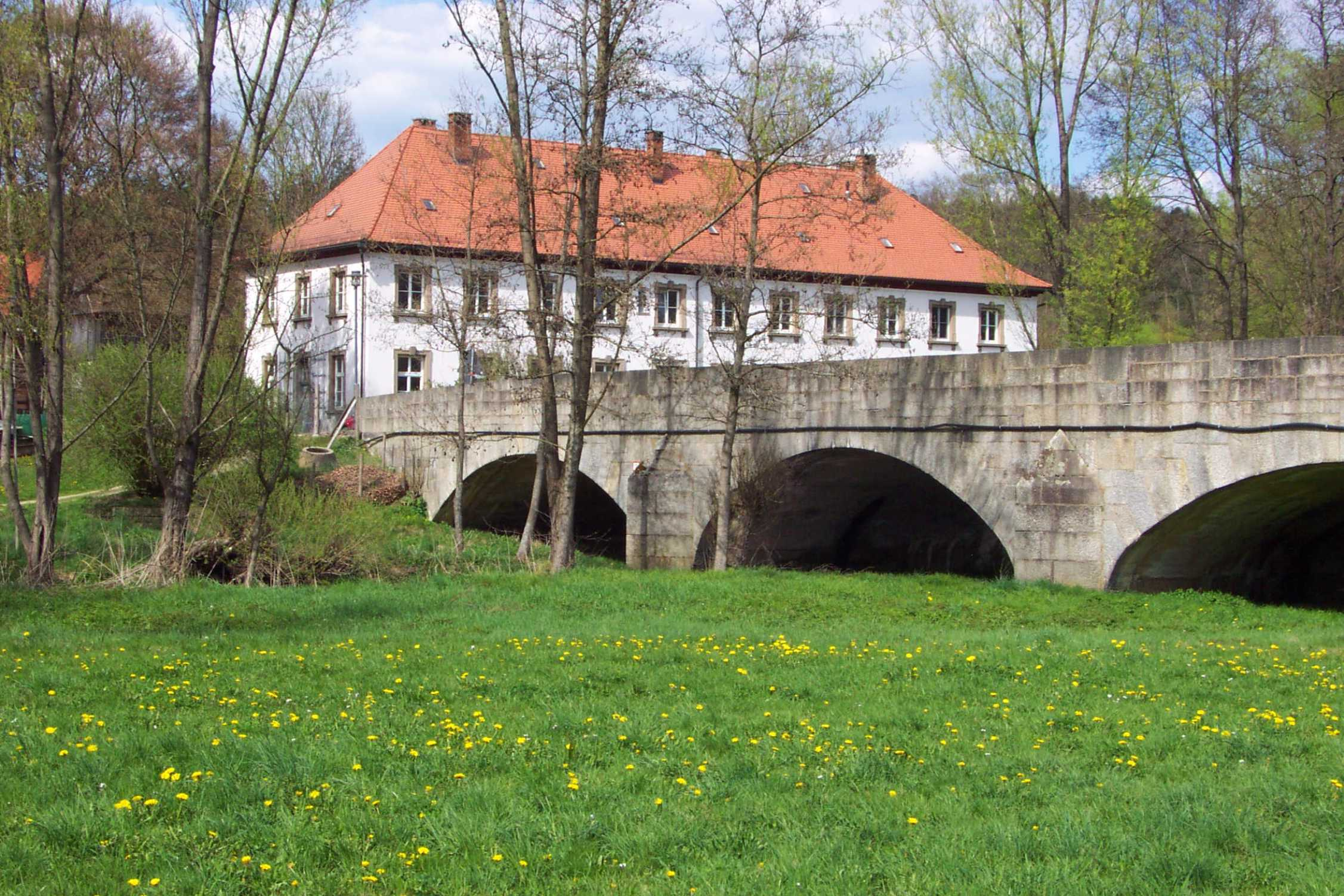
Die Egerbrücke in Kaiserhammer mit dem dahinter liegenden ehemaligen Küchenflügel des Jagdschlosses

Kaiserhammer ist ein Ort im Landkreis Wunsiedel im Fichtelgebirge. Seit der Gebietsreform 1978 ist Kaiserhammer geteilt: der Hauptteil ist ein Gemeindeteil des Marktes Thierstein, einige abgelegene Häuser gehören zur Stadt Marktleuthen.

## Geschichte
Keimzelle des Dorfes war ein vor 1368 von Albrecht Nothafft von Thierstein im Reichsforst an der Eger gegründetes Hammerwerk. Namensgebend war die Hammermeisterfamilie Kaiser, die den Kaiserhammer bis in den Dreißigjährigen Krieg besaß. 1647 wurde Matthäus Schreyer als neuer Besitzer des Kaiserhammers genannt. 1677 verkaufte die Witwe Barbara Schreyer ihren umfangreichen Besitz an Georg Christoph Spitzbarth und Johann Thomas. Seitdem ist das Hammergut in zwei Hälften geteilt. Die Thomas saßen noch bis etwa 1750, die Spitzbarth bis um 1815 auf dem Hammergut. Besitznachfolger wurden die Familien Barsch, Raab und Zeidler. 1857 erfolgte die endgültige Stilllegung des Hammerbetriebs; das  Hammerwerk wurde zunächst als Glasperlenfabrik und später als Steinschleiferei genutzt. 1875 bestand das Dorf aus 39 Gebäuden, in denen 228 Einwohner lebten. Der eigentliche Kaiserhammer, also das rechts der Eger gelegene Hammerwerk und seine Nebengebäude, gehörte von jeher zum Markt Thierstein und war auch dorthin gepfarrt. Das 1701 gegründete und links der Eger gelegene Jagdhaus Kaiserhammer mit dem Wirtshaus gehörten jedoch zum Richteramt und Pfarrsprengel Marktleuthen. 1818 wurde Kaiserhammer ein Bestandteil der politischen Gemeinde Hebanz, die 1953 in Schwarzenhammer umbenannt wurde. Seit der Gemeindegebietsreform, die am 1. Januar 1978 in Kraft trat, ist Kaiserhammer zwischen den Gemeinden Marktleuthen und Thierstein geteilt.

## Jagdschloss Kaiserhammer
Schon im 16. Jahrhundert gehörte der Selber Forst zu den beliebtesten Jagdrevieren der Markgrafen von Brandenburg-Kulmbach. Zunächst logierten die Jagdgesellschaften in dem am Rand des Forstes gelegenen Markt Selb, wo Markgraf Georg Friedrich an der Stelle einer mittelalterlichen Wasserburg 1580 ein Jagdschloss hatte errichten lassen. Markgraf Christian Ernst ließ 1701 unter der Leitung des italienischen Architekten Antonio Porta inmitten des ausgedehnten Waldgebietes in der Nähe des Kaiserhammers ein neues, hölzernes Jagdhaus errichten.
Markgraf Friedrich, ebenfalls ein begeisterter Jäger, beauftragte den Architekten Johann Friedrich Graël 1737 mit der Renovierung und Erweiterung des baufällig gewordenen Gebäudes. 1755 entschloss sich der Markgraf zum Bau eines neuen Jagdschlosses in Kaiserhammer. Unter der Leitung des jungen Architekten Carl Gontard entstand in den Jahren 1756 und 1757 ein großes, dreiflügeliges Schlossgebäude. 1757 und 1768 arbeitete ein ganzes Heer von Schreinern, Schlossern, Schmieden, Glasern, Flaschnern und Büttnern aus der Umgebung an der Einrichtung des Schlosses und nachdem der Hofstuckateur Rudolf Albini im Winter 1759/60 seine Arbeit beendet hatte, war es bezugsfertig. Anlässlich eines fürstlichen Aufenthaltes im Jahr 1761 wurde beim Schloss auch ein „Commoedien-Haus“ aus Holz errichtet. Der angrenzende Wald wurde durch sternförmig angelegte Schneisen in einen Parforce-Jagdgarten verwandelt. Es entstand ein großer Jagdstern, in dessen Mitte der Fürst 1761 einen Jagd-Pavillon bauen ließ. Im Zentrum des kleinen Jagdsterns auf dem Tannenberg wurde 1762 ein Salon errichtet, dessen Fertigstellung jedoch nach dem Tod des Markgrafen Friedrich 1763 unterblieb. Dem neuen Jagdschloss Kaiserhammer war nur eine kurze Blütezeit beschert. Schon unter Markgraf Friedrichs Nachfolger Friedrich Christian, der an Parforcejagden kein Interesse hatte, setzte der Verfall der Anlagen in Kaiserhammer ein. Markgraf Alexander befahl 1770 den Verkauf der Gebäude in Privathände. Da sich jedoch für das eigentliche Schlossgebäude kein Käufer finden ließ, verfügte nach dem Übergang des Landes an Preußen der dirigierende Minister Hardenberg 1792 den Abbruch des Hauptflügels. Der Jagdpavillon auf dem Rondell war schon vorher abgebrochen und das gewonnene Baumaterial zum Bau der Badeanstalt in Alexandersbad verwendet worden. Von den Gebäuden des einstigen Schlosses Kaiserhammer sind der ehemalige Küchen- und der Stallflügel übriggeblieben. Der große Jagdstern im Rondellwald ist ein beliebtes Naherholungsgebiet geworden; an der Stelle des einstigen Jagdpavillons steht eine mächtige Linde. Die Reste des Salons auf dem Tannenberg sind als Ruine Schlößlein bekannt.